# Юніорська збірна Норвегії з хокею із шайбою
Юніорська збірна Норвегії з хокею із шайбою  — національна юніорська команда Норвегії, що представляє країну на міжнародних змаганнях з хокею із шайбою. Опікується командою Норвезький хокейний союз, команда постійно бере участь у чемпіонаті світу з хокею із шайбою серед юніорських команд.

## Результати

### Чемпіонат Європи до 18/19 років
| - 1970 — 1 місце Група В - 1971 — 6 місце - 1972 — 6 місце - 1973 — 7 місце Група В - 1974 — 4 місце Група В - 1975 — 5 місце Група В - 1976 — 4 місце Група В - 1977 — 1 місце Група В - 1978 — 8 місце - 1979 — 1 місце Група В - 1980 — 8 місце - 1981 — 2 місце Група В - 1982 — 1 місце Група В - 1983 — 8 місце - 1984 — 1 місце Група В | - 1985 — 4 місце - 1986 — 7 місце - 1987 — 7 місце - 1988 — 5 місце - 1989 — 7 місце - 1990 — 5 місце - 1991 — 6 місце - 1992 — 7 місце - 1993 — 5 місце - 1994 — 7 місце - 1995 — 8 місце - 1996 — 4 місце Група В - 1997 — 1 місце Група В - 1998 — 7 місце |

### Чемпіонати світу з хокею із шайбою серед юніорських команд
- 1999 — 10 місце
- 2000 — 1 місце Група В
- 2001 — 9 місце
- 2002 — 11 місце
- 2003 — 1 місце Дивізіон І Група В
- 2004 — 10 місце
- 2005 — 1 місце Дивізіон І Група В
- 2006 — 10 місце
- 2007 — 3 місце Дивізіон І Група В
- 2008 — 1 місце Дивізіон І Група В
- 2009 — 9 місце
- 2010 — 1 місце Дивізіон І Група А
- 2011 — 9 місце
- 2012 — 2 місце Дивізіон І Група А
- 2013 — 2 місце Дивізіон І Група А
- 2014 — 2 місце Дивізіон І Група А
- 2015 — 4 місце Дивізіон І Група А
- 2016 — 5 місце Дивізіон І Група А
- 2017 — 4 місце Дивізіон І Група А
- 2018 — 5 місце Дивізіон І Група А
- 2019 — 4 місце Дивізіон І Група А
- 2022 — 2 місце Дивізіон І Група А
- 2023 — 9 місце
- 2024 — 9 місце
- 2025 — 9 місце